# Stampa fotografica

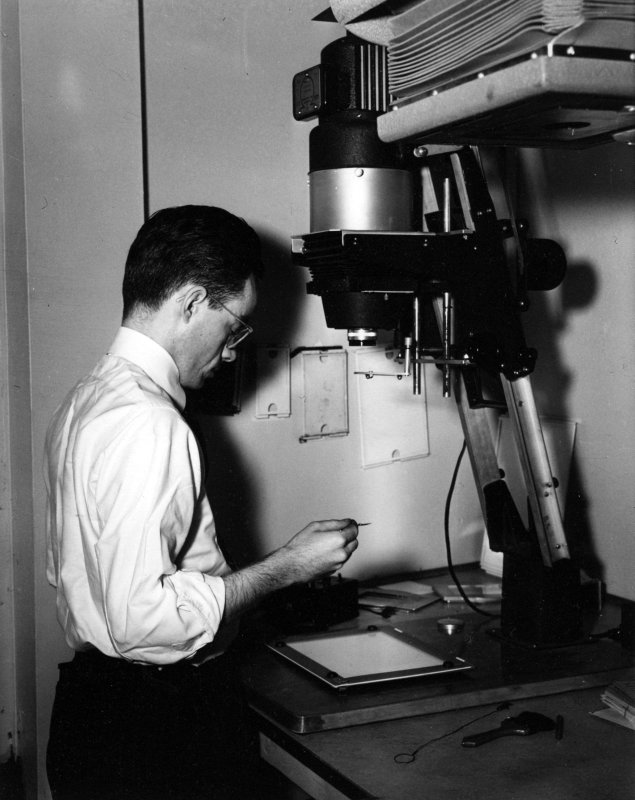
Stampa fotografica con ingranditore Omega D2 nei primi anni cinquanta

La stampa fotografica è il procedimento mediante il quale da un negativo fotografico, sia a colori che in bianco e nero, viene prodotta un'immagine positiva su carta fotografica: cartoncino baritato oppure carta politenata, su cui è stesa l'emulsione fotografica.

## Stampa tradizionale

### Stampa in bianco e nero
Il processo consiste principalmente di cinque fasi, eseguite all'interno di una camera oscura per sviluppo fotografico o mediante un macchinario automatico per la stampa fotografica:
1. L'Esposizione dell'immagine sulla carta fotosensibile utilizzando la tecnica di stampa a contatto con l'ausilio di un bromografo o, più frequentemente, mediante un ingranditore.
2. Lo Sviluppo dell'immagine latente con un processo di immersione chimica in una soluzione riducente nella quale gli alogenuri colpiti dalla luce vengono ridotti ad argento metallico.
3. Il Fissaggio effettuato in una apposita soluzione che ha il compito di eliminare gli alogenuri non colpiti dalla luce.
4. Lavaggio per eliminare i residui dei prodotti chimici e assicurare la stabilità dell'immagine. Il lavaggio deve essere effettuato anche dopo lo sviluppo, per non contaminare il successivo bagno di fissaggio.
5. Asciugatura della stampa finale.

In qualche caso sulla stampa si esegue anche un processo di viraggio che conferisce all'immagine un colore particolare, come, ad esempio, il viraggio seppia tipico delle foto d'epoca.

### Stampa a colori
Per la stampa a colori si usano speciali ingranditori con testa apposita: la correzione delle dominanti viene effettuata mediante dosatura delle componenti ciano, magenta e giallo della luce emessa. La correzione delle dominanti è piuttosto critica, e pertanto questa tecnica è raramente utilizzata dai fotoamatori. La procedura avviene solitamente nel buio assoluto (o con l'uso di costosissime lampade speciali) e non con la solita luce rossa (o equivalenti) di sicurezza utilizzabile per la stampa del bianco e nero.

## Stampa fotografica digitale
Anche nella fotografia digitale, le immagini possono essere comunque stampate tramite procedimento chimico/fotografico, tipico dei convenzionali laboratori fotografici, con la sola differenza del supporto di partenza. I file vengono inviati a stampatrici digitali che impressionano, tramite la luce, la carta fotografica ad emulsione, questa viene poi inviata allo sviluppo tramite bagni chimici.
La differenza è nel fatto che oggi è più facile stampare le foto digitali usando le stampanti ad inchiostro, magari anche modelli professionali con qualità molto alta, seppur non propriamente fotografiche.